# Schelet uman

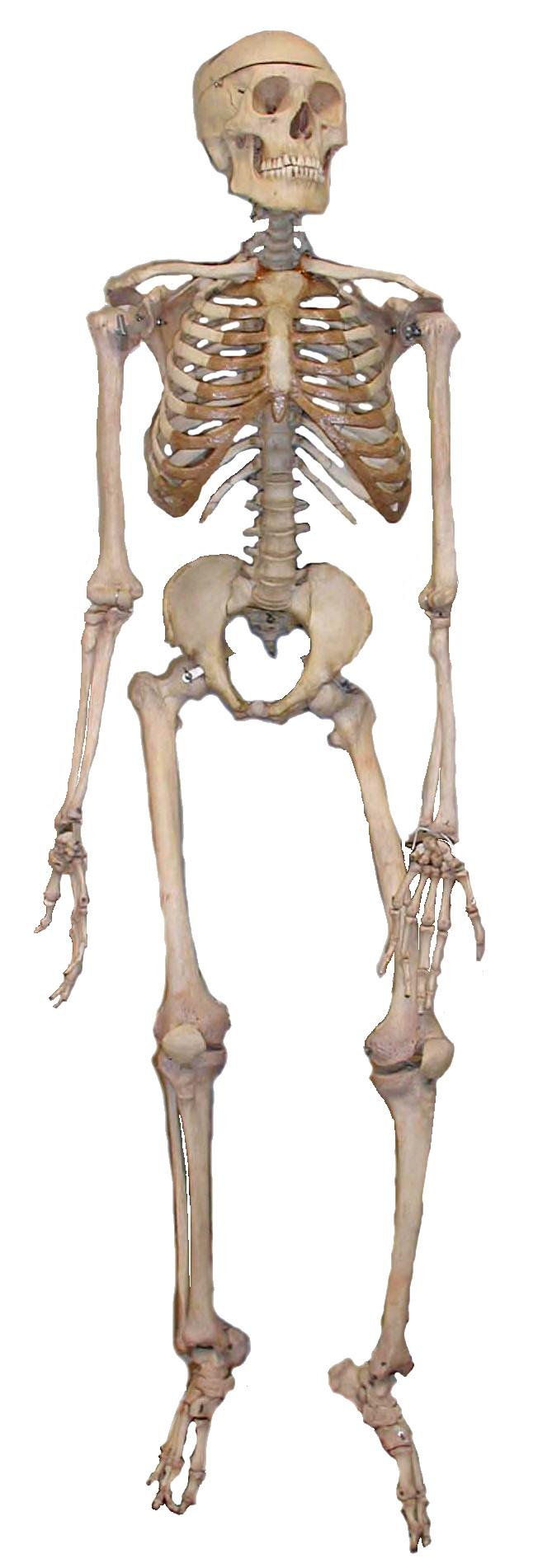
Exemplu de schelet uman articulat, folosit în scopuri didactice

Scheletul uman are 2 oscioare, este format dintr-un număr variabil de oase de mărimi diferite, fuzionate și individuale, sprijinite și completate de ligamente, tendoane, mușchi și cartilaje. Scheletul îndeplinește în corpul uman o serie de funcții cumulative și anume, susținerea și sprijinirea corpului, formarea de pârghii puse în mișcare de către mușchi care realizează locomoția, protejarea diferitelor organe, reprezintă un depozit de săruri fosfocalcice și dă forma întregului corp și diferitelor sale segmente.
Oasele care formează scheletul uman pot fi fuzionate cu alte oase, cu oase primare formate în timpul vieții intrauterine sau se pot articula cu un singur os sau deloc. Oasele craniului sunt exemplul perfect pentru articulații fixe multiple, cele din urechea mijlocie ca articulații singulare, iar osul hioid ca nearticulat, fiind înconjurat doar de mușchi și ligamente. Oasele pelviene, coxalul (os pereche care împreună cu sacrococcigele formează centura pelviană), reprezintă oasele evoluate din oasele primare intrauterine, acesta fiind format din ilion, ischion și pubis. Astfel că la momentul nașterii de la 270 de oase se ajunge în viața adultă la 206 oase 

## Componentele scheletului uman
Scheletul uman se împarte în didactica medicală în:
- scheletul capului și gâtului;
- scheletul trunchiului;
- scheletul membrelor.

În funcție de poziția față de planul medio-sagital, axul longitudinal:
- scheletul axial, compus din oasele capului și gâtului (22+7), coloana vertebrală (24+9) și cutia (cușca) toracică (2x12+3);
- scheletul apendicular, compus din scheletul membrelor cu centurile osoase corespondente, superioară (scapulară) și inferioară (pelviană).

### Scheletul axial
Există un număr variabil de clasificări ale scheletului uman, dar în general, se consideră scheletul compus în totalitate dintr-un număr total de 89 de oase, reprezentate de oasele capului și gâtului (29), coloanei vertebrale (33) și ale cutiei toracice (27). Oasele capului și gâtului (29) sunt cele reprezentate de neurocraniu (8) și viscerocraniu (14) și oasele asociate în număr de 8 (6 oase auditive împreună cu osul hioid). Neurocraniul reprezintă oasele care intră în contact intim cu encefalul, iar viscerocraniul se referă la oasele feței.

### Scheletul apendicular
Scheletul apendicular uman este format din scheletul centurilor și scheletul membrelor. Membrul superior este atașat de centura scapulară, iar membrul inferior de centura pelviană.
Scheletul centurii scapulare constă din omoplat și claviculă.
Omoplatul este un os plat, subțire, de formă triunghiulară, a cărui față dorsală este ușor convexă.
Clavicula este un os tubular format din corp și două extremități (medială și laterală). Clavicula este unicul os care unește membrul superior cu scheletul trunchiului. Ea menține articulația scapulo-humerală o anumită distanță de la trunchi, astfel condiționând mobilitatea membrului.
Scheletul membrului superior este constituit din braț (humerus), antebraț (radius și ulna) și mână (metacarpiene, carpiene, falange).
Este reprezentat de oasele membrelor libere împreună cu oasele centurilor corespunzătoare care leagă aceste oase la scheletul axial. Oasele scheletului apendicular sunt un număr total de 126 de oase repartizate inegal între membre, corespondență existând doar la nivelul aceluiași membru în axul de simetrie, astfel ca pentru membrul superior avem 64 oase (centura scapulară - 4, braț - 2, antebraț - 4, mână - 54) și pentru membrul inferior 62 oase (centura pelviană - 2, coapsă - 2, gambă - 4, picior - 52).

## Rolul scheletului uman
Scheletul uman îndeplinește unele funcții importante, care sunt necesare pentru supraviețuire.
Rezistență, suport și formă: Fără un sistem osos dur și rigid, organismul uman nu poate sta în picioare, și ar fi doar o pungă de țesuturi moi, fără nici o formă adecvată.
Protecție a organelor delicate: În zone precum cutia toracică și craniu, scheletul protejează organele interne moi, vitale, cum ar fi inima și creierul de șocurile externe. Orice deteriorare a acestor organe se poate dovedi fatală, prin urmare, funcția de protecție a scheletului este foarte importantă.
Pârghie pentru mișcări: Mușchii scheletici sunt fixați pe suporturile dure, osoase, care servesc ca pârghii pentru menținerea echilibrului și realizarea diferitelor mișcări. 

## Diferențe ale scheletului în funcție de sex
Cele doua oase coxale sunt mai indepartate la femei.
Cele doua oase coxale sunt mai apropiate la  barbati.

## Vezi și

Vedere frontală a unui schelet uman adult
Vedere din spate a unui schelet uman adult

## Boli care afectează scheletul uman
- Osteoporoză